# 熊川村 (福井県)
熊川村（くまがわむら）は福井県遠敷郡にあった村。現在の三方上中郡若狭町の南端にあたる。

## 地理
- 山岳：若狭駒ヶ岳
- 河川：北川

## 歴史
- 1889年（明治22年）4月1日 - 町村制の施行により、河内村、新道村及び熊川村の区域をもって、熊川村が発足する。
- 1954年（昭和29年）1月1日 - 三宅村、鳥羽村、瓜生村、熊川村及び野木村が合併して、上中町が発足する。